# Morogoro
Morogoro je grad na istoku Tanzanije, sjedište istoimene regije. Leži na visoravni u podnožju planine Uluguru, na oko 500 m nadmorske visine. Udaljen je oko 190 km zapadno od Dar-es-Salaama. Najznačajnija djelatnost stanovništva regije je poljoprivreda, a u gradu je i agronomski fakultet.
Godine 2002. Morogoro je imao 209.058 stanovnika (5. grad u Tanzaniji).

## Gradovi prijatelji
- Linköping, Švedska
- Milwaukee, SAD[2]

## Vanjske poveznice
- Morogoro na stranici Turističke zajednice Tanzanije  Arhivirana inačica izvorne stranice od 13. kolovoza 2010. (Wayback Machine) (engl.)

### Ostali projekti
|  | Zajednički poslužitelj ima još gradiva o temi Morogoro |